# Грузская балка
Грузская балка — ботанический заказник местного значения. Находится в Покровском районе Донецкой области у села Золотой Колодец. Статус заказника присвоен решением областного совета н.д. от 25 марта 1995 года. Площадь — 18 га. Флористический состав заказника насчитывает 250 видов, из которых 5 видов занесены в Красную книгу Украины — пион тонколистый, ковыль волосистый, ковыль Лессинга, ковыль Иоанна, ковыль Граффа.